# Ambassade van Indonesië in Suriname
De Ambassade van de Republiek Indonesië in Paramaribo (Indonesisch: Kedutaan Besar Republik Indonesia di Paramaribo) is de diplomatieke missie van de Republiek Indonesië in Republiek Suriname en is tegelijkertijd geaccrediteerd bij het Coöperatieve Republiek Guyana en Caribische Gemeenschap (Caricom). De ambassade is gevestigd in de wijk Uitvlugt in Paramaribo.

## Geschiedenis
De Indonesische regering gaf voorafgaand aan de Surinaamse onafhankelijkheid te kennen Suriname direct te zullen erkennen en het consulaat te zullen verheffen tot ambassade, hetgeen ook in de praktijk werd uitgevoerd. Surinaams politicus Paul Somohardjo was op de vooravond van de onafhankelijkheid nog met een rechtszaak bezig om 6000 Javaanse Surinamers vooraf naar Nederland te krijgen. De Indonesische ambassadeur in Nederland, Sutopo Juwono, woonde de onafhankelijkheidsplechtigheid in Suriname bij. Juwono werd ook de eerste Indonesische ambassadeur in Suriname en bood zijn geloofsbrieven in juni 1976 aan president Johan Ferrier aan. Hij volgde hiermee ambassadeconsul-generaal Muntoro op die zijn carrière in Buenos Aires vervolgde.

## Ambassadeur
De huidige ambassadeur van Indonesië in Suriname is Julang Pujianto (stand 2022).